# Hybrides Leistungsbündel
Ein hybrides Leistungsbündel (HLB) ist gekennzeichnet durch eine integrierte und sich gegenseitig determinierende Planung, Entwicklung, Erbringung und Nutzung von Sach- und Dienstleistungsanteilen (hybride Wertschöpfung) einschließlich seiner immanenten Softwarekomponenten. Somit handelt es sich bei einem hybriden Leistungsbündel um ein Absatzobjekt, das zur Lösung eines bestimmten Kundenproblems geeignet ist.
Dabei ist die Möglichkeit der partiellen Substitution der jeweiligen Sach- und Dienstleistungsanteile gegeben. Hybride Leistungsbündel finden nicht nur auf Business-to-Business Ebene (Beispiel: Technische Anlage mit Engineering- und Wartungsdienstleistungen) Anwendung, sondern können auch im B2C-Bereich (Beispiel: Mobiltelefon mit Vertrag) auftreten. In beiden Fällen sind hybride Leistungsbündel aufgrund der Wechselwirkungen ihrer immanenten Sach- und Dienstleistungsanteile und der an der Leistungserstellung beteiligten Personen als soziotechnisches System anzusehen. Hybride Leistungsbündel sind demnach in der Erbringungsphase, ähnlich wie Product-Service Systems (PSS), dadurch charakterisiert, dass ihre Dienstleistungsanteile über den gesamten Lebenszyklus zur Steigerung des Kundennutzens erbracht werden. Wie bei Product-Service Systems, ist die integrierte Entwicklung und Erbringung der sich gegenseitig determinierenden Sach- und Dienstleistungsanteile eine zwingende Voraussetzung für hybride Leistungsbündel. Eine scharfe Trennung zwischen klassischen Produkt und Dienstleistungen ist damit nicht mehr möglich.
Die akademische Diskussion, ob – und falls ja inwiefern – sich Sachgüter und Dienstleistungen voneinander unterscheiden lassen, ist derzeit noch nicht abgeschlossen. Während in traditionell sachgutorientierten und technischen Forschungsdisziplinen häufig eine Unterscheidbarkeit der Leistungsanteile befürwortet wird, wird im (Service) Marketing zunehmend die Aufhebung der Dichotomie propagiert. Vor diesem Hintergrund werden für hybride Leistungsbündel unter anderem folgende Merkmale vorgeschlagen (siehe auch Engelhardt et al. 1993):
- Hohe Heterogenität durch die integrierte Betrachtung von Sach- und Dienstleistungsanteilen und den damit verbundenen verschiedenartigen Anforderungen an Planung, Entwicklung, Erbringung und Nutzung;
- Hoher Individualisierungsgrad durch die kundenindividuellen Problemlösungen, die durch Neuentwicklung oder Konfiguration standardisierter Leistungsanteile entstehen können;
- Möglichkeit zur partiellen Substituierbarkeit der Sach- und Dienstleistungsanteile, da die Domänenneutrale Problemlösung im Vordergrund steht.
- Hoher Anteil kundenintegrativer Leistungen.

Es ist zu beachten, dass sich je nach herangezogener Quelle unterschiedliche Vorstellungen bzgl. der Eigenschaften hybrider Leistungsbündel finden lassen. Dies liegt unter anderem in jeweils verschiedenen Grundannahmen begründet, die in verschiedenen Fachrichtungen dominieren, die an der Erforschung hybrider Leistungsbündel beteiligt sind (z. B. Ingenieurwissenschaften, Wirtschaftswissenschaften, Wirtschaftsinformatik, ökologische Forschung). Unterschiedliche Positionen hängen z. B. davon ab, ob man implizit auf standardisierte oder individualisierte hybride Leistungsbündel fokussiert. Andere Einflussfaktoren finden sich z. B. in  oder .
Im Englischen wird für den B2C-Markt häufig Product Service System (PSS) (der Fokus liegt hier auf dem Nachhaltigkeitsgedanken) und für den B2B-Markt Industrial Product-Service System (IPSS oder IPS²) verwendet. In anderen Arbeiten wird der Begriff des Service Systems (bzw. der des Product-Service Systems) definiert als „a dynamic value co-creation configuration of resources, including people, organizations, shared information (language, laws, measures, methods), and technology, all connected internally and externally to other service systems by value propositions“. Hier wird also mit dem Begriff (Product-)Service System nicht das hybride Leistungsbündel als Absatzobjekt, sondern vielmehr eine Konfiguration von Unternehmen und Ressourcen verstanden, die als organisatorischer Bezugsrahmen für die hybride Wertschöpfung dient. Häufiger wird als Entsprechung für hybride Leistungsbündel im englischsprachigen Raum der Begriff Customer Solution verwendet, z. B.

## Ausgangslage
Zur Sicherung einer wettbewerbsfähigen Marktposition möchten viele Unternehmen heutzutage nicht mehr nur eine Sachleistung beziehungsweise eine Dienstleistung alleine anbieten. An wirtschaftlicher Bedeutung gewinnen vielmehr die Angebote, welche sowohl Sach- als auch Dienstleistungen integrieren und als Leistungsbündel am Markt verkauft werden. Wichtigstes Ziel des HLBs ist dabei die Möglichkeit, eine individuelle Kundenlösung zu schaffen.

## Geschäftsmodelle
Ein Geschäftsmodell beschreibt die Geschäftsbeziehung eines Anbieters mit seinem Kunden auf den Ebenen Nutzen, Architektur der Wertschöpfung und Erlösmodell. Dementsprechend werden mit dem Geschäftsmodell festgelegt welcher Nutzen im Rahmen der Geschäftsbeziehung generiert wird, wie dieser Nutzen erzeugt wird und auf Basis welcher Größe der Anbieter vergütet wird.
Die Geschäftsmodelle hybrider Leistungsbündel können funktions-, verfügbarkeits- oder ergebnisorientiert ausgestaltet sein. In einem funktionsorientierten Geschäftsmodell (usage-based; function oriented) bietet der Anbieter neben dem Sachleistungsanteil integriert entwickelte DL an, die vom Kunden nach Anforderung beauftragt werden. Bei einem verfügbarkeitsorientierten Geschäftsmodell (performance-based; availability oriented) garantiert der Anbieter die Einsatzfähigkeit des Produktionsmittels. In diesem Fall übernimmt der Anbieter in Eigenverantwortung vermehrt Prozesse des Kunden, z. B. Wartung oder vorbeugende Instandhaltung, und trägt dadurch einen Teil des Produktionsrisikos. Bei einem ergebnisorientierten Geschäftsmodell (value-based; result oriented) geht die gesamte Verantwortung für das Produktionsergebnis auf den HLB-Anbieter über, da die Kunden ihn nach fehlerfrei produzierten Teilen vergüten (Pay-per-Production).

## Rahmenwerke
Aktuelle Forschungsarbeiten entwickeln prozessbezogene Beschreibungen, die sich als Lifecyclebezogenheit des HLBs beschreiben lassen.

### HLB-Kernprozess
Bei den HLB-Kernprozessen wird grundsätzlich zwischen Entstehung, Betrieb und Ende des HLB unterschieden und umspannt damit den gesamten HLB-life-cycle (siehe Produktlebenszyklus).
Als detaillierte Prozessschritte in der Entstehung wurden folgende betrachtet:
1) Planung
2) Entwicklung
3) Implementierung
Im Betrieb sind die Erbringung der HLB-Dienstleistungsanteile und die Nutzung der HLB-Sachleistungsanteile wiederzufinden.
Der HLB-Kernprozess wird für jedes HLB einmalig durchlaufen, wobei durch die Attributierung von Ressourcen es möglich ist, ein Feedback-to-design durchzuführen. Der gesamte Prozess wird dabei auf allen Ebenen als kundenintegrativ betrachtet. Der Kunde wird an geeigneter Stelle in den Prozess eingebunden.

### Ordnungsrahmen der hybriden Wertschöpfung
Im Gegensatz zum HLB-Kernprozess beschreibt der Ordnungsrahmen sowohl kundenabhängige als auch kundenunabhängige Funktionen. Die zeitliche Abfolge ist dabei nicht im Vordergrund der Ausarbeitung. Vielmehr ermöglicht dieser die Funktionen nach Anforderungen des HLBs zusammenzustellen und ggf. Teilprozesse zu durchlaufen.
Die hybride Wertschöpfung lässt sich in verschiedene Funktionsbereiche gliedern, die in einem Ordnungsrahmen systematisiert werden. Jeder Funktionsbereich umfasst Geschäftsprozesse und Artefakte zur Integration von Sachgütern und Dienstleistungen, die als Handlungsempfehlungen und Werkzeuge zur Unterstützung der hybriden Wertschöpfung anzusehen sind. Hauptbestandteile des Ordnungsrahmens umfassen:

#### Koordinationsprozesse
Koordinationsprozesse (Dach des Ordnungsrahmens), die strategische Vorgaben („strategische Planung“) und in der Organisation zu verankernde Werte der hybriden Wertschöpfung („Werte und Kulturmanagement“) determinieren sowie Kennzahlen zur Messbarkeit des Erfolgs mit hybriden Leistungsbündeln definieren („Controlling“).

#### Kernprozesse
Kernprozesse (Mitte des Ordnungsrahmens), die charakteristische Handlungsfelder der hybriden Wertschöpfung darstellen. Diese beinhalten die Einführung sowie die Auflösung hybrider Leistungsbündel (oben), den Vertrieb hybrider Leistungsbündel (Mitte), und die Bereitstellung der konfigurierten hybriden Leistungsbündel für und gemeinsam mit Kunden (unten). Dabei impliziert das Engineering hybrider Leistungsbündel ein Durchlaufen der Phasen „Ideenfindung“, „Konzeption und Entwurf“ und „Implementierung“. Nachfolgend können die so definierten Leistungen zu kundenindividuellen hybriden Leistungsbündeln zusammengestellt und verkauft werden (Vertrieb). Schließlich ist das kundenindividuelle hybride Leistungsbündel ganz oder teilweise bereitzustellen. Dies geschieht in den Phasen „Veranlassung“, „Ressourcenplanung“, „Erbringung“ und „Fakturierung“. Soll ein hybrides Leistungsbündel nicht länger angeboten werden, kommt es zur „Auflösung des hybriden Leistungsangebotes“ bzw. zu einem Reengineering unter Anwendung des beschriebenen Prozesses.

#### Supportprozesse
Supportprozesse (Fundament des Ordnungsrahmens), die Spezialaspekte der hybriden Wertschöpfung behandeln, die eine Durchführung der Kernprozesse unterstützen bzw. erst ermöglichen („Informations-, Technologie-, Personal-, Rechtsmanagement“).

#### Beschaffungs- und Absatzmarkt
Beschaffungs- und Absatzmarkt (Eingang bzw. Ausgang des Ordnungsrahmens), die Koproduzenten bzw. Kunden hybrider Leistungsbündel darstellen und die Richtung der hybriden Wertschöpfung vorgeben. Da Kunden aktiv an der Erstellung hybrider Leistungsbündel beteiligt sind und somit selbst Produktionsfaktoren in die Leistungserstellungsprozesse einbringen, finden sie sich sowohl auf dem Beschaffungs- als auch auf dem Absatzmarkt wieder.

### Prozessschritte nach Tuli
Tuli et al. 2007 untergliedern das Rahmenwerk für hybride Leistungsbündel nach folgenden vier Schritten:
1) Analyse / Beratung,
2) Design / Konfiguration,
3) Implementierung / Erbringung und
4) Support / Betrieb.